# Black Celebration (canción)
Black Celebration es una canción del grupo inglés de música electrónica Depeche Mode compuesta por Martin Gore, publicada en el álbum Black Celebration de 1986, siendo así de los únicos dos temas epónimos de discos suyos; el otro es People Are People que diera nombre a una compilación.

## Descripción
El nombre del tema sencillamente se traduce como Celebración Negra y, en un principio, se planteó como una pieza de sonido más pesaroso en oposición a lo que el grupo había hecho hasta ese momento de su carrera, con discos experimentales y provocativos, empezando con este un claro acercamiento a los estándares del rock gótico, tanto musical como líricamente. La letra hace referencia a las más arcanas religiones de la humanidad como se desprende de la primera estrofa, “Vamos a tener una negra celebración, ésta noche, para celebrar el hecho de que hemos visto pasar otro negro día”. Sin embargo, como híbrido de electro con gótico, pertenece más bien a la corriente llamada dark wave.
Desde luego esto no es tanto como que la canción sea de terror, como se pudiese entender en un principio, sino una referencia a religiones europeas muy antiguas en que se veneraban símbolos e iconos muy básicos como en este caso el día y la noche. La base melódica del teclado fue tomada del tema Tubular Bells de Mike Oldfield, popularizado por su inclusión en la película El Exorcista, el cual sí pareciera un tema de terror aunque ejecutado con la característica notación grave de Alan Wilder, por la que siempre se decantó durante su estancia en el grupo (salió en 1995). El resto de la melodía está compuesta con efectos, no demasiado cargados, de sintetizador para darle una cualidad siniestra al tema, casi todos en notación intermedia manteniendo su modulación de pieza gótica. Además, en esta a diferencia de la mayoría de temas de DM interpretados por David Gahan una sola vez canta con segunda voz de Gore, para componer el grito de “day”, día.
La canción comienza con una base fantasmal con la voz distorsionada de David Gahan pronunciando "Black Celebration" y la primera voz concreta que se escucha es la del productor Daniel Miller diciendo “A Brief Period of Rejoicing” (“Un Breve Período de Regocijo”). La frase fue tomada del Primer ministro del Reino Unido durante la Segunda Guerra Mundial, Winston Churchill, quien la pronunciara durante la conflagración.
Sobre si es el tema más gótico de DM mucho se ha discutido, pero por lo menos fue el primero que verdaderamente se insertó en los patrones de la música gótica. Pese a todo ello, Black Celebration es en esencia un simple tema de amor con todo el dramatismo implícito que conlleva en su discurso lírico, pues al concluir las estrofas a modo de estribillo clama "Tómame en tus brazos, olvidando todo lo que no pude hacer hoy" y después "Quiero tomarte en mis brazos, olvidando todo lo que no pudiste hacer hoy", como reflejando los problemas por los que ha de pasar cualquier relación de pareja.
Por otro lado, se convirtió en una canción muy exitosa de Depeche Mode y de las más tocadas en conciertos, pero paradójicamente no fue lanzada como disco sencillo, salvo por una versión en vivo que aparece como lado B de A Question of Time del mismo disco. Sin embargo, siempre se ha observado el gran potencial que tenía como promocional del álbum, quizás la decisión se haya debido al deseo del grupo o de su disquera de no etiquetarles súbitamente como banda de electro-gótico o dark wave.
Como tema que no fuera sencillo del álbum al que dio nombre, el tema desde luego no tuvo vídeo promocional, aunque para la gira Exciter Tour del álbum Exciter en 2001 el realizador neerlandés Anton Corbijn dirigió una curiosa proyección de fondo para las interpretaciones de Black Celebration, en la cual aparecía sobre un fondo negro el propio título "Black Celebration" y se intercambiaba muy rápidamente con un juego de sus iniciales simulando un rostro que pareciera con lentes, una mueca de desagrado o de sonrisa, al tiempo que imágenes de distorsión en un monitor, la palabra BLACK, una cruz, todo en blanco y negro. Lo más cercano que Black Celebration ha tenido a un vídeo promocional.

## En directo

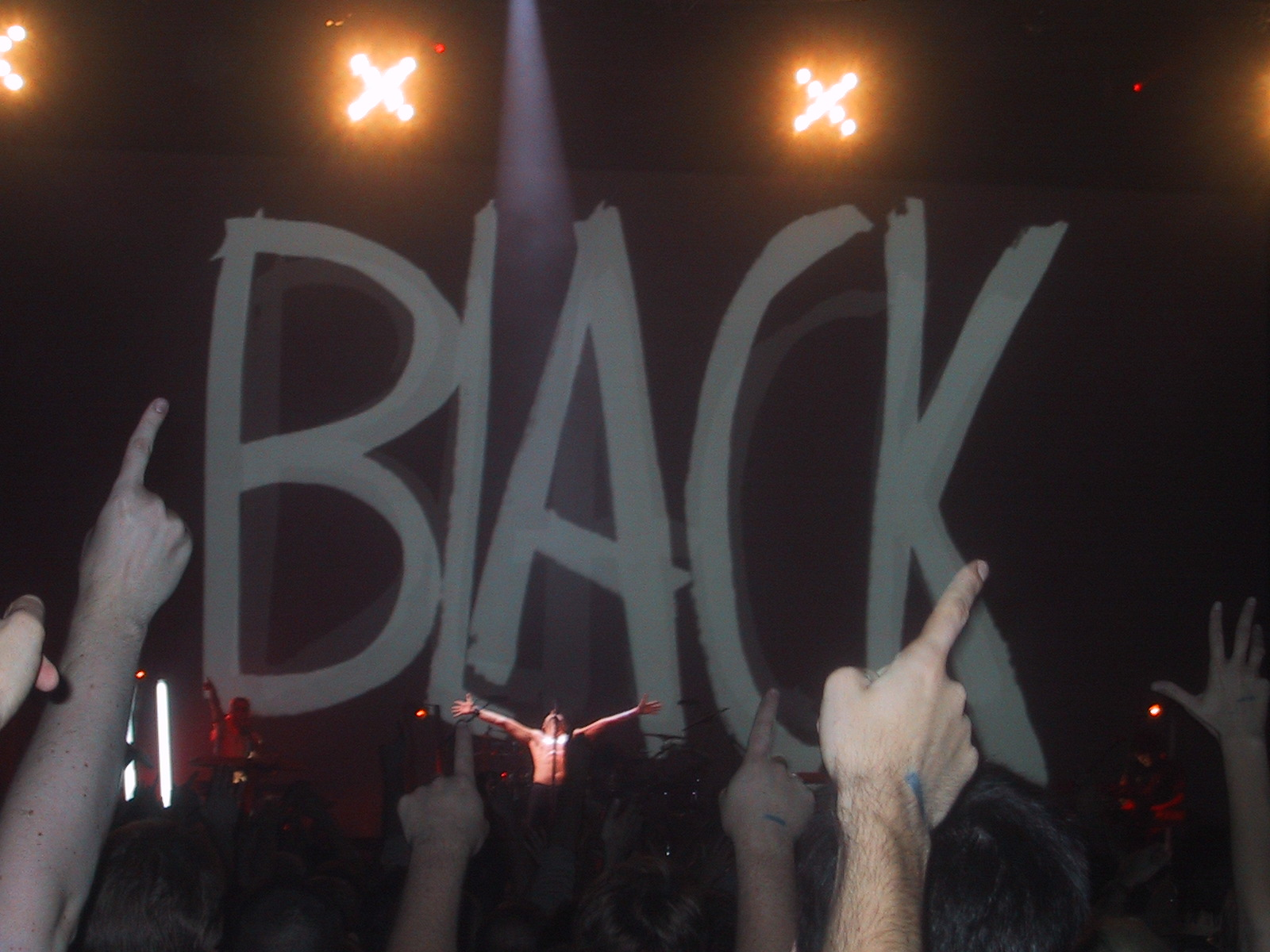
Interpretación de Black Celebration durante el Exciter Tour

La canción permaneció como frecuente en giras de DM desde el correspondiente Black Celebration Tour, Tour for the Masses y World Violation Tour, hasta 2001 en que se retomó como preámbulo al cierre de cada concierto durante el Exciter Tour, en todas las cuales se incluyó como tema para todas las fechas; posteriormente se incorporó en la gira Delta Machine Tour, aunque ya no en todas las fechas, de la misma manera que apareció en el Global Spirit Tour de manera esporádica. Posteriormente, se le reincorporó a la mitad del Memento Mori World Tour durante todas las fechas.
Igual que muchos otros temas de aquella época del grupo, desde el Exciter Tour sólo se ha cambiado el efecto de percusión electrónica por la batería acústica en manos de Christian Eigner, conservando de ese modo su calidad de tema eminentemente sintético. La versión interpretada durante el Delta Machine Tour fue ligeramente distinta a las tradicionales interpretaciones, sosteniendo casi toda su duración la base electrónica menor, para darle una sonoridad recargada de nuevo a su vertiente más sintética.
La única variante con respecto a su versión en el álbum es que la frase A Brief Period of Rejoicing de Daniel Miller aparece como coda de la interpretación y no al principio; además el estribillo “Black Celebration” se canta a coro, a dos, tres o hasta cuatro voces. Para la gira Delta Machine Tour, la frase se reprodujó como inicio de la canción, tal como aparece en álbum.
Como curiosidad, además de ser con "People Are People" el único en darle nombre a un disco, es junto con "See You" de los únicos dos temas que ha dado nombre a una gira de Depeche Mode.

## Versiones
- El grupo de rock Monster Magnet realizó su propia versión de Black Celebration para el álbum tributo de 1998 For the Masses.
- El grupo de metal Crematory realizó su propia versión de Black Celebration para su álbum de 2010, Infinity.